# XII район (Бежанув — Прокоцим)
Район XII Бежа́нув-Проко́цим (пол. Dzielnica XII Bieżanów-Prokocim) — административно-территориальная и вспомогательная единица Краковской городской гмины, один из 18 административных районов Кракова. Администрация района располагается по адресу ul. Jana Kurczaba, 3.

## География
Район XII Бежанув-Прокоцим граничит на западе с районом XI Подгуже-Духацке и на север с районом XIII Подгуже.
Площадь района составляет 1846,93 гектара. В состав района входят жилые массивы Бежанув, Бежанув-Колония, Каим, Лазы, Оседле-Колеёве, Оседле-Медыкув, Оседле-На-Козлувце, Оседле-Над-Потокем, Оседле-Новы-Бежанув, Оседле-Новы-Прокоцим, Оседле-Паркове, Оседле-Злоцень, Прокоцим, Ржонка.

## История
До 1990 года территория современного района входила в состав района Подгуже. Современный район был образован 27 марта 1991 года решением № XXI/143/91 городского совета Кракова. Современные границы района были утверждены решением городского совета № XVI/192/95 от 19 апреля 1995 года. До 24 мая 2006 года район назывался как «XIII Прокоцим-Бежанув».

## Население
Численность населения района составляет 63 040 человек.

## Достопримечательности

### Памятники культуры
Памятники культуры Малопольского воеводства:
| Изображение | Русское название                     | Польское название                                                 | Местоположение |
| ----------- | ------------------------------------ | ----------------------------------------------------------------- | -------------- |
|             | Парк имени Анны и Эразма Ежмановских | Zespół pałacowo-parkowy Anny i Erazma Jerzmanowskich w Prokocimiu |                |

### Другие достопримечательности
- Памятник на холме Каим;
- Церковь Пресвятой Девы Марии Доброго Совета (Краков)Церковь Пресвятой Девы Марии Доброго Совета;
- Церковь Божьего Милосердия (Краков, Новы-Прокоцим)Церковь Божьего Милосердия;
- Церковь Святого Николая из Толентино (Краков)Церковь святого Николая из Толентино;
- Церковь Святого Семейства (Краков, Новы-Бежанув)Церковь святого Семейства;